# Ziz

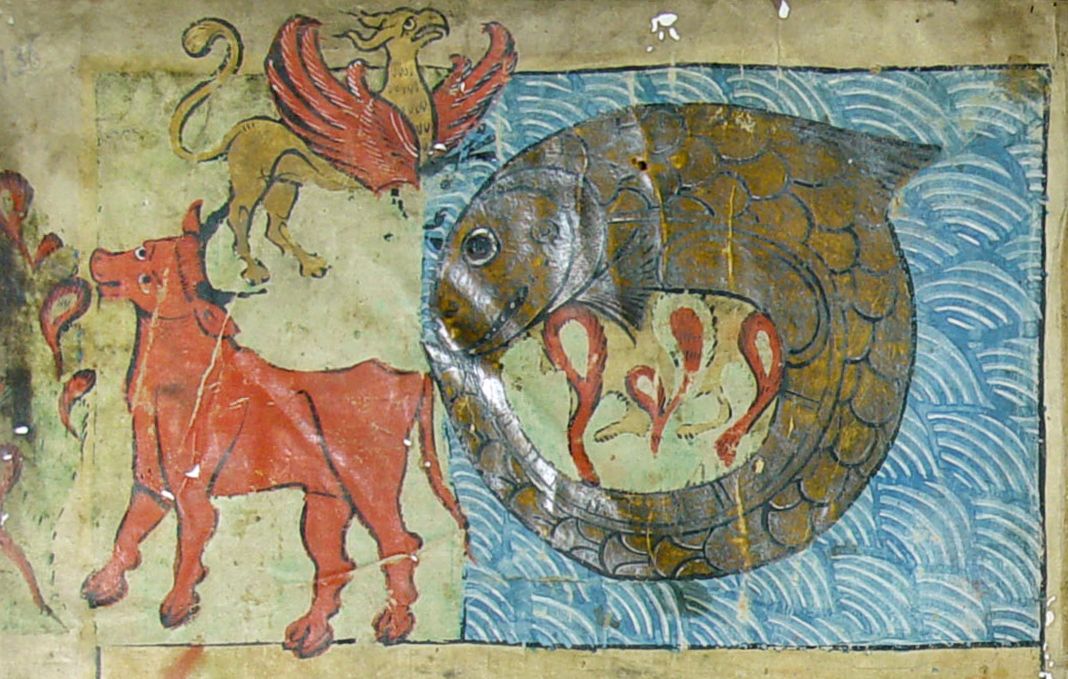
Theo chiều kim đồng hồ từ trái: Behemoth (trên đất), Ziz (trên trời), và Leviathan (dưới biển).

The Ziz (Tiếng Do Thái: זיז) là sinh vật có hình dạng của Griffin (điểu sư: Đầu đại bàng, thân sư tử), xuất hiện trong truyền thuyết Do Thái cổ. Nó được mô tả là to lớn đến nỗi sải cánh có thể che lấp cả bầu trời.

## Mô tả
Ziz được xem như một con quái vật hoặc sinh vật khổng lồ có hình dáng tương tự như những sinh vật nguyên mẫu. Các giáo sĩ Do Thái từng so sánh Ziz với loài sinh vật Simurgh trong truyền thuyết Ba Tư cổ, trong khi nhiều học giả hiện đại đặt Ziz bên cạnh hình mẫu quái vật Anzû của người Sumerian và cả phượng hoàng trong Thần thoại Hy Lạp.

Trong Kinh thánh, Ziz chỉ được đề cập thoáng qua. Sách Thánh Vịnh 50:11 có ghi: "Mọi thứ chim trời, Ta đều biết rõ. Mọi loài dã thú thuộc về Ta", Thánh Vịnh 80:13-14 ghi: "Heo rừng vào phá phách, dã thú gặm tan hoang". Nguyên gốc "dã thú" chính là Zīz śāday, thường bị lược dịch trong quá trình chuyển ngữ. Cổ thư Do Thái từng nói về Ziz:
Nếu như Leviathan là chúa tể dưới nước thì Ziz thống trị các loài chim trời. Ziz cũng có kích thước quái vật không thua kém Leviathan. Cổ chân nó sải trên mặt đất, còn cái đầu thì chạm tới trời cao.
Từng có truyện kể rằng những người lữ hành trên biển đã trông thấy một con chim đậu trên ngay mặt nước. Nước bao phủ chân nó, trong khi đầu nó đụng tới bầu trời. Những kẻ chứng kiến nghĩ rằng vùng nước hẳn là rất cạn, và thế là họ nảy ra ý định tắm rửa. Một giọng nói thần thánh vang lên cảnh báo: "Chớ có dừng chân nơi đây! Từng có một thợ mộc đánh rơi rìu gỗ ở đó, và mất bảy năm để chiếc rìu chạm tới đáy nước". Con chim mà những kẻ lữ hành trông thấy không gì khác chính là Ziz. Đôi cánh của nó khổng lồ tới mức che khuất cả ánh mặt trời. Chính đôi cánh này bảo vệ mặt đất khỏi bão tố phương Bắc; không có chúng mặt đất sẽ chẳng yên trước cuồng phong. Khi một quả trứng của Ziz rơi xuống mặt đất và nứt vỡ, dịch lỏng bên trong gây ngập lụt 60 thành phố, tạo chấn động gây nứt nẻ ba trăm cánh rừng già. May mắn là những thiên tai đó không diễn ra thường xuyên. Theo lẽ thường thì Ziz giữ trứng của nó nằm yên vị trong tổ. Quả trứng bị vỡ thực chất đã bị ung bên trong và chính Ziz vứt bỏ nó.